# Armija Bug
Armija Bug (njem. Bugarmee / Armeeoberkommando Bug / A.O.K. Bug) je bila vojna formacija njemačke vojske u Prvom svjetskom ratu. Tijekom Prvog svjetskog rata djelovala je na Istočnom bojištu.

## Povijest
Armija Bug formirana je 8. srpnja 1915. godine preimenovanjem dotadašnje Južne armije. Naime, dotadašnja Južna armija je preimenovana u Armiju Bug, dok su u sastav Južne armije ušle nove jedinice. Sjedište stožera Armije Bug bilo je u Lembergu, a njezinim zapovjednikom je postao general pješaštva Alexander von Linsingen kojemu je načelnik stožera bio general bojnik Paulus von Stolzmann.
Nakon osnivanja u sastav Armije Bug je su ušli Beskidski korpus, XXXXI. pričuvni korpus, te XXIV. pričuvni korpus. U rujnu 1915. armija je ušla u sastav novoformirane Grupe armija Linsingen čijim je zapovjednikom postao Alexander von Linsingen koji je istodobno ostao i zapovjednikom Armije Bug. Armija je istodobno podijeljena u armijske grupe tako da je u sebi uključivala Armijsku grupu Gronau, Armijsku grupu Marwitz, te Armijsku grupu Litzmann.
Armija Bug rasformirana je 31. ožujka 1918. godine kada je prestala s djelovanjem posljednja armijska grupa koja se nalazila u njezinom sastavu.

## Zapovjednici
Alexander von Linsingen (6. srpnja 1915. – 31. ožujka 1918.)

## Načelnici stožera
Paulus von Stolzmann (6. srpnja 1915. – 17. srpnja 1916.)

Emil Hell (17. srpnja 1916. – 7. prosinca 1916.)

Victor Keller (7. prosinca 1916. – 31. ožujka 1918.)

## Vojni raspored Armije Bug u srpnju 1915.
Zapovjednik: general pješaštva Alexander von Linsingen

Načelnik stožera: general bojnik Paulus von Stolzmann

- XXXXI. pričuvni korpus (genpor. Arnold von Winckler)
  - 81. pričuvna divizija (gen. Stocken)
  - 82. pričuvna divizija (gen. Fabarius)

- XXIV. pričuvni korpus (genpj. Friedrich von Gerok)
  - 11. bavarska divizija (gen. Kneussl)
  - 107. pješačka divizija (gen. Moser)

- Beskidski korpus (genkonj. Georg von der Marwitz)
  - 25. pričuvna divizija (gen. Jarotzky)
  - 35. pričuvna divizija (gen. von der Becke)
  - 4. pješačka divizija (gen. Freyer)

## Vanjske poveznice
(eng.) Armija Bug na stranici PrussianMachine.com

(eng.) Armija Bug na stranici Austrianphilately.com  Arhivirana inačica izvorne stranice od 7. listopada 2014. (Wayback Machine)

(njem.) Armija Bug na stranici Deutschland14-18.de  Arhivirana inačica izvorne stranice od 23. rujna 2015. (Wayback Machine)

(njem.) Armija Bug na stranici Wiki-de.genealogy.net